# František Oldřich Kinský (1634–1699)
František Oldřich Kinský z Vchynic a Tetova (1634 Chlumec nad Cidlinou – 27. února 1699 Vídeň) byl český šlechtic, politik a diplomat v habsburských službách.

## Život
Byl synem českého šlechtice Jana Oktaviána Kinského (1604–1679) a jeho manželky (sňatek 25. 5. 1628 v Praze) Markéty Magdaleny z Porcia a Brugnera (1608–1654). Absolvoval právnická studia na univerzitě v Lovani. V roce 1658 byl přítomen zvolení a korunovaci Leopolda I. na římského císaře ve Frankfurtu nad Mohanem.
V letech 1664–1667 byl místokancléřem, následně v letech 1667–1683 byl prezidentem apelačního soudu. V roce 1683 se stal českým nejvyšším kancléřem. Po porážce povstání Imricha Tökölyho se podílel na pacifikaci Uher. Za své zásluhy obdržel v roce 1688 Řád zlatého rouna a následujícího roku byl jmenován členem císařské tajné rady. V 90. letech 17. století řídil zahraniční politiku habsburské monarchie. Podílel se na vyjednání Karlovického míru s Osmanskou říší v roce 1699. Po jeho smrti zdědil jeho majetky jeho mladší bratr Václav Norbert.
Hrabě František Oldřich Kinský byl donátorem 30. kaple Svaté cesty z Prahy do Staré Boleslavi. Kaple byly stavěny v letech 1674–1690, v horním rohu výklenku bylo jméno stavebníka a jeho erb.
Byl žákem a podporovatelem Bohuslava Balbína.
Zachoval se jeho latinsky psaný deník.